# Selle sud-africain
Le Selle sud-africain (afrikaans : Saalperd) est une race de chevaux sélectionnée en Afrique du Sud, notamment à partir d'étalons de race American Saddlebred importés, et de juments issues de la race locale du cheval du Cap. 

## Dénomination et caractérisation
L'auteure du guide Delachaux traduit par erreur le nom de la race du Suid-afrikaanse Warmblood, soit le Sud-africain sang-chaud, par « Selle sud-africain », qui correspond en réalité à l'afrikaans : Saalperd. L'ouvrage de CAB International, plus rigoureux, décrit le South African Saddlehorse (cheval de selle sud-africain, en français) comme une race de chevaux de selle différente de celle du South African Warmblood (Sud-africain sang-chaud).
Dans la base de données DAD-IS, une distinction est opérée entre l'American Saddlebred élevé en Afrique du Sud, avec mention de ce nom local en afrikaans, Saalperd ; et le Saddler.

## Histoire
Cette race résulte d'élevage sélectif à partir de l'American Saddlebred, incluant des croisements de races Frison, Hackney, Pur-sang, Oldenbourg et Cleveland Bay sur le Cheval du Cap local. Des étalons American Saddlebred sont ensuite importés régulièrement en Afrique du Sud à partir de 1917.
Claude Orpen importe le premier American Saddlebred en 1916, un étalon à 5 allures du nom de Myer's Kentucky Star 7675. Ce cheval étant mort 18 mois après son arrivée en Afrique du Sud, il importe un nouveau sujet en 1920, Red Domino 8313, qui meurt lui aussi deux ans plus tard. Toutefois, ces deux étalons ont influencé significativement l'élevage sud-africain, en donnant naissance à Fearnot, le premier véritable Selle sud-africain à cinq allures, élevé au haras Avoca Stud, et devenu l'un des chevaux les plus réputés de ce pays. Le véritable acteur du développement du cheval de selle en Afrique du Sud est Stephanus Phillipus Fouche (Fanie), qui donne naissance à de très nombreux chevaux de show. Il importe son premier sujet en 1933, un étalon de 4 ans du nom de Peavine Richard Cœur de Lion. Cette première importation est suivie en 1943 par celle de Proud Bourbon O' Goshen. La progéniture de ces deux chevaux remporte de nombreuses récompenses. Il importe enfin Edgeview King (Juan Rex / Edgewood King) en 1947, qui se reproduit également beaucoup en Afrique du Sud.

## Description
Il toise de 1,47 m à 1,57 m, d'après CAB International (2016). La morphologie est légère. Le robe est de couleur foncée.

## Utilisations
La race est destinée à la selle et à l'attelage.

## Diffusion de l'élevage
En 1992, les effectifs recensés de chevaux American Saddlebred en Afrique du Sud sont de 22 000 têtes, dont 80 femelles élevées en race pure. Il n'existe pas de données d'effectif plus récentes, aussi le niveau de menace sur la race du Selle sud-africain est inconnu.